# Muralles de Prats de Molló
Les Muralles són una construcció de Prats de Molló i la Presta inventariada com a monument històric.

## Descripció
Hi havia diverses portes a la muralla. La Porta d'Espanya donava accés al pont de Santa Llúcia, la porta de l'hort portava a l'est, la de França a l'oest i la del cementiri al nord fins a Fort Lagarde per una carretera subterrània. Totes aquestes portes tenien un pont mecànic.

## Història
Va ser a partir del segle xiv quan es va construir un primer recinte al voltant de la ciutat. Destruïda pel terratrèmol de 1428, es tornà a aixecar fins que els Miquelets la van tornar a fer caure en el segle xvii en l'enfrontament contra Lluís XIV. El 1684 es va construir Fort La Garde i l'aspecte de les muralles va canviar fins a mostrar la imatge que donen a principis del segle xxi.